# Wojciech Kryszewski
Wojciech Marian Kryszewski (ur. 1958 w Toruniu) – polski profesor matematyki, autor ponad 60 publikacji naukowych z zakresu analizy nieliniowej i topologii.
Kierownik Uniwersyteckiego Centrum Badań Nieliniowych im. J. P. Schaudera (2012–2018); redaktor zarządzający czasopisma naukowego Topological Methods in Nonlinear Analysis (od 2013); przewodniczący Rady Naukowej Uniwersyteckiego Centrum im. J. P. Schaudera w Toruniu (od 2019) i jej wieloletni członek (od 1993); prodziekan ds. nauki Wydziału Matematyki i Informatyki Uniwersytetu Mikołaja Kopernika w Toruniu (2005–2008); profesor zwyczajny i kierownik Katedry Nieliniowej Analizy Matematycznej i Topologii na Uniwersytecie Mikołaja Kopernika w Toruniu (2008–2018), pracownik naukowy Uniwersytetu Łódzkiego oraz Politechniki Łódzkiej (od 2015) oraz Instytutu Matematycznego Polskiej Akademii Nauk.

## Życiorys[1]
- 1989 – stopień doktora nauk matematycznych na Uniwersytecie Łódzkim na podstawie rozprawy na temat metod aproksymacyjnych w teorii stopnia odwzorowań wielowartościowych;
- 1990–1992 – stypendysta Fundacji A. von. Humboldta, staż w Heidelbergu i Monachium[8];
- 1992–1999 – adiunkt na Uniwersytecie Mikołaja Kopernika w Toruniu;
- 1998 – habilitacja na podstawie rozprawy Homotopy properties of set-valued mappings;
- 2004 – tytuł profesora zwyczajnego nauk matematycznych;
- 2008–2018 – profesor zwyczajny na Uniwersytecie Mikołaja Kopernika w Toruniu;
- od 2015 – profesor zwyczajny na Politechnice Łódzkiej[7]
- promotor w sześciu przewodach doktorskich, m.in. Aleksandra Ćwiszewskiego[9]

## Zainteresowania naukowe
Teoria punktów stałych, metody wariacyjne dla równań różniczkowych cząstkowych, metody topologiczne w dynamice równań i inkluzji różniczkowych.